# Sigi Busch

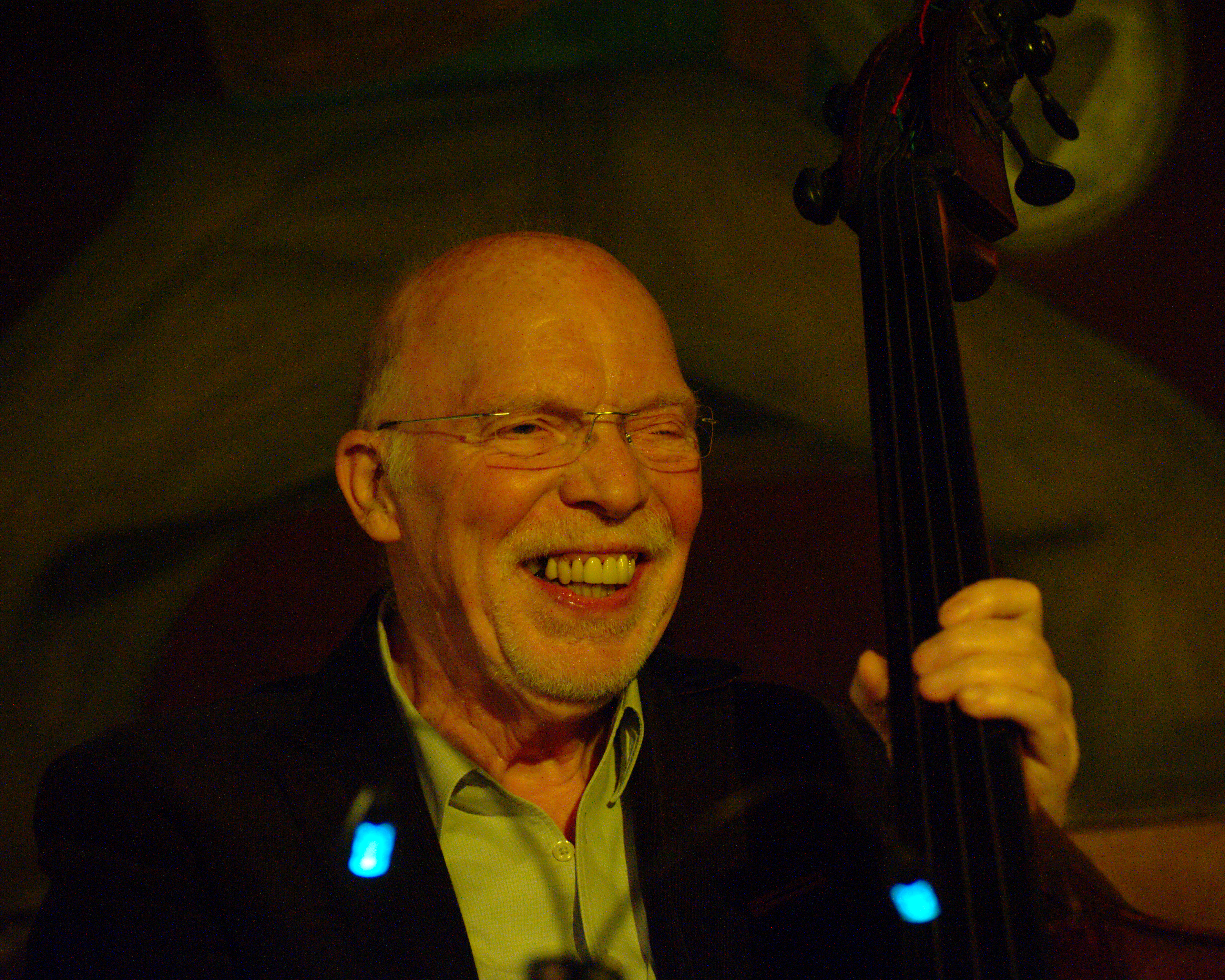
Sigi Busch bei einem Konzert im Gewölbekeller des Jazzinstituts Darmstadt (2017)

Siegfried „Sigi“ Busch (* 29. Oktober 1943 in Krefeld-Uerdingen) ist ein deutscher Jazzmusiker (Kontrabass) und Hochschullehrer.

## Leben und Wirken
Busch erhielt Violinunterricht und wechselte mit 20 Jahren an den Kontrabass. Nach dem Spiel mit Dixieland- und Swingbands absolvierte er ein Musikstudium in Bremen. Anschließend spielte er in der Band von Ed Kröger und Joe Viera sowie in der frühen europäischen Rockjazz-Band Association P.C. Nach einem Aufbaustudium am Berklee College of Music spielte er ab 1974 mit Wolfgang Engstfeld und Uli Beckerhoff in der Gruppe Jazztrack. 1975 erschien seine erste Platte unter eigenem Namen („Age of Miracles“ mit Charlie Mariano und Wolfgang Dauner; Förderpreis Musik der Stadt Bremen). 1979 gründete er mit dem niederländischen Schlagzeuger Pierre Courbois die Gruppe In 'n' Out.
Busch arbeitete auch mit der Manfred Schoof Big Band, der Gruppe Zupfgeigenhansel und kurzzeitig 1989 mit dem Gil Evans Orchestra. Mit seiner Gruppe BuschMusic (u. a. Tony Lakatos und Vic Juris) legte er unter dem Titel „The Berlin Songbook“ eine von der Kritik positiv gewürdigte CD mit der Musik deutscher Komponisten der zwanziger und dreißiger Jahre vor. Daneben trat er mit vielen bekannten Jazzgrößen auf (wie Gary Burton, Albert Mangelsdorff, Charlie Mariano, David Liebman, Sonny Stitt, Woody Shaw, Jeremy Steig, Ben Webster oder John Zorn).
1988 erhielt er einen Ruf als Professor für Kontrabass, Jazztheorie und Gehörbildung an die Hochschule der Künste Berlin (ins heutige Jazz-Institut Berlin). Busch legte mehrere Unterrichtswerke vor: eine „Kontrabaßschule“, eine dreiteilige „Gehörbildung“, eine „Musiklehre“ mit den harmonischen Grundlagen von Jazz und Pop (mehr als 25.000 verkaufte Exemplare) sowie seine Betrachtungen über „Improvisation im Jazz - ein dynamisches System“.
Busch war bis zu seiner Pensionierung neben der pädagogischen Tätigkeit mit seinem Sigi Busch Trio (mit Jerry Granelli und Peter Weniger) und im Duo mit Gitarrist Manfred Dierkes musikalisch aktiv. 2008 erschien seine CD Busch singt Busch.
Nach seiner Emeritierung wohnt er seit Juni 2012 wieder in Norddeutschland (Worpswede) und arbeitet dort mit seiner neu besetzten Band „BuschMusic“ sowie einer Reihe von Bremer Musikern wie z. B. Dirk Piezunka, Hille Klein, Ed Kröger, Romy Camerun, Andreas Schanze oder Jörg Seidel.
Anfang 2013 veröffentlichte Busch das E-Book „Harmonischer Rhythmus Jazz & Pop“, das 2014 von der Jury des Deutschen eBook Awards auf der Frankfurter Buchmesse zu den fünf schönsten um audiovisuelle Inhalte ergänzten E-Books gewertet wurde. 2016 erschien bei Schott, Mainz (Advance Music) eine vollständige Überarbeitung seines Buches „Harmonische Grundlagen“ incl. CD. Ebenfalls bei Schott veröffentlichte er „Jazz for String Ensemble“.
Sein kompositorisches Œuvre umfasst mittlerweile (Stand 10/2018) mehr als 120 Kompositionen für verschiedenste Besetzungen (Bass Solo, Vocal Trio/Quartett, Jazzensemble, Big Band, Streichorchester, Chor, Blasorchester etc.).